# 全国小学生学年別柔道大会
全国小学生学年別柔道大会 （ぜんこくしょうがくせいがくねんべつじゅうどうたいかい）は、2004年から2019年の毎年8月に開催されていた小学生5年生及び6年生の男女児童を対象とした柔道の全国大会。

## 概要
2004年に小学校5年生及び6年生の男女児童による体重別の個人戦のみの全国大会として始まった。
2007年から男子は5年生、6年生の部ともそれぞれ5kgずつ増量された。
2020年と2021年は新型コロナウイルスの影響で大会が中止された。
2022年、「行き過ぎた勝利至上主義が散見される。心身の発達途上にあり、事理弁別の能力が十分でない小学生が勝利至上主義に陥ることは、好ましくない。」として廃止された。
代替大会として、横浜武道館で「全日本小学生育成プロジェクト」が開催された。

## 実施階級
男子(5年生の部)
- 45kg級
- 45kg超級

男子(6年生の部)
- 50kg級
- 50kg超級

女子(5年生の部)
- 40kg級
- 40kg超級

女子(6年生の部)
- 45kg級
- 45kg超級